# كارين بوتنر يانتس
كارين بوتنر جنز (بالإنجليزية: Karin Büttner-Janz)‏ من مواليد 17 فبراير 1952 وهي طبيبة ألمانية فازت بالميداليات الذهبية في الألعاب الأولمبية العالمية في الجمباز الفني لألمانيا الشرقية. من عام 1990 إلى عام 2012 ، كانت طبيبة رئيسية في العيادات في برلين، ألمانيا. ولديها مؤسسة تدعى Spinefoundation.

## رياضة الجمباز
كان أول مدرب لها والدها جيدو جنز، الذي علمها أساسيات اللعبة. انتقلت كارين بوتنر جنز إلى مدرسة رياضية في فورست ، حيث تدربت تحت قيادة كلاوس هيلبيك. وكان مدربها الأخير يدعى يورجن هيريتز.
في عام 1967 ، في سن الخامسة عشرة ، تم ترشيح بوتنر جنز كأفضل رياضية ألمانية في السنة في بطولة أوروبا في أمستردام. فازت كارين ببرونزية كجزء من فريق الجمباز في الألعاب الأولمبية الصيفية 1968.
في بطولة العالم 1970 تغلبت على لودميلا توريستشيفا وفازت بالميدالية الذهبية. كما حصلت أيضاً على ميداليات ذهبية في الألعاب الأولمبية الصيفية 1972 وذلك بعد فوزها على أولغا كوربوت. كما فازت بميدالية ذهبية وهي ميدالية كجزء من فريق الجمباز للسيدات في ألمانيا الشرقية ، كما أنها ميدالية مرموقة في جميع المسابقات مع لودميلا توريستشيفا وتامارا لازاكوفيتش من الاتحاد السوفياتي . كانت كارين أنجح رياضية ألمانية في دورة الألعاب الأولمبية الصيفية 1972 في ميونيخ ، وقد تم الاعتراف بها بعد ذلك كأفضل رياضية لجمهورية ألمانيا الديمقراطية في عام 1972. وبعد هذه النجاحات ، أعلنت عن نيتها في إنهاء مسيرتها التنافسية لدراسة الطب.

## ممارستها للطب
درس كارين بوتنر جنز في جامعة هومبولت في برلين الشرقية بداية من عام 1971 وحصلت على دبلوم في طب الطوارئ. في وقت لاحق، أجرت الفصل الدراسي السريري في مستشفى العظام في شاريتيه (برلين) وتابعت التخصص في جراحة العظام. حصلت على مؤهل محاضر من خلال عملها على تطوير قرص اصطناعي في العمود الفقري ، يعرف باسم القرص الشريطي. طورت الجهاز مع زميلها كورت شيلناك. في عام 1990، انتقلت كارين من Charité Berlin إلى عيادة تقويم العظام في برلين - Hellersdorf ، في عام 2004 انتقلت إلى عيادة Vivantes في برلين - فريدريتششين. من عام 2008 إلى عام 2012 ، كانت طبيبة رئيسية في عيادة فيفانتس في برلين - كروزبرج.
في عام 2005 ، أصبحت أستاذاً استثنائياً في كلية الطب بجامعة شاريتيه (برلين). من 2008-2009 كانت رئيسة لجمعية مفاصل العمود الفقري (أعيد تسميتها لاحقاً إلى الجمعية الدولية لتقدم جراحة العمود الفقري).
من عام 2014 إلى عام 2016 ، درست في جامعة العلوم التطبيقية في برلين وحصلت على ماجستير في إدارة الأعمال (MBA) في الإدارة العامة.

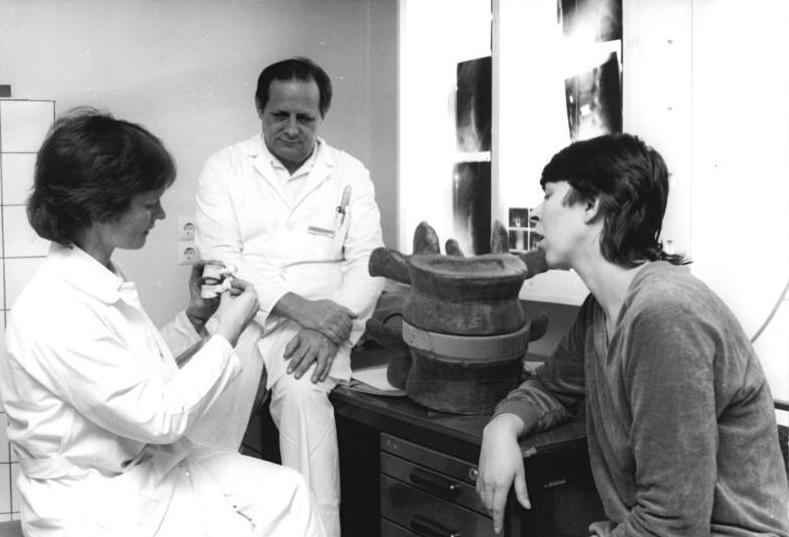
كارين بوتنر جنز مع كيرت شيلناك بتطوير قرص العمود الفقري الاصطناعي "شاريت ديسك" في الثمانينات

## الجوائز

### الجوائز الرياضية

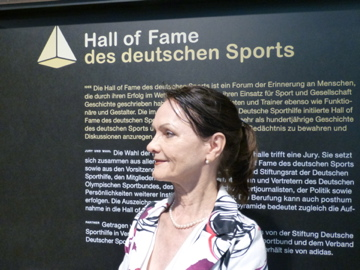
كارين بوتنر جنز 2017 في لايبزيغ

- 1972 – منحت لقب ماجستير الرياضة المميّزة للاتحاد السوفياتي.[4]
- 2000 – رشحت لاسم «لاعبة جمباز الآلفية».
- 2003 – تم إدخالها في قاعة الشهرة الدولية للجمباز.[5]
- 2011 - أدخلت في قاعة المشاهير للرياضة الألمانية.

### الجوائز الطبية
- 1984 - اختراعها المسمى «القرص الشريطي». والمستخدم كقرص فقري اصطناعي
- 1987 –عضو فخري للجمعية الأمريكية لجراحة العظام للطب الرياضي. جائزة المواساة للجنة الأولمبية «تقديرا لحياتها الرياضية والأكاديمية المتميزة».
- 2011 - وسام ولاية برلين.

## وصلات خارجية
- كارين بوتنر يانتس على موقع الاتحاد الدولي للجمباز (licence) (الإنجليزية)
- كارين بوتنر يانتس على موقع الاتحاد الدولي للجمباز (biography) (الإنجليزية)
- كارين بوتنر يانتس على موقع اللجنة الأولمبية الدولية (الإنجليزية)
- كارين بوتنر يانتس على موقع أوليمبيديا (الإنجليزية)
- Karin Büttner-Janz at Archive.is (نسخة محفوظة March 21, 2012) (بالألمانية)

- Drastic cuts to funding of Berlin Gymnastics Festival على موقع واي باك مشين (نسخة محفوظة January 8, 2012) (بالألمانية)

| الجوائز             | الجوائز                                     | الجوائز            |
| ------------------- | ------------------------------------------- | ------------------ |
| سبقه غابرييل سيفيرت | أفضل رياضية ألمانيا الشرقية لهذا العام 1967 | تبعه مارجيتا جوميل |
| سبقه كارين بالزيرل  | أفضل رياضية ألمانيا الشرقية لهذا العام 1972 | تبعه كورنيليا إندر |